# 薗部町 (栃木市)
薗部町（そのべちょう）は、栃木県栃木市の地名。一丁目から四丁目まである。郵便番号は328-0074。
　

## 地理
栃木地区西部に位置し、東は柳橋町・祝町、西は岩出町・皆川城内町、南は平井町・片柳町、北は泉川町・箱森町と接している。

### 河川
- 永野川

## 世帯数と人口
2017年（平成29年）8月31日現在の世帯数と人口は以下の通りである。
| 丁目         | 世帯数    | 人口    |
| ------------ | --------- | ------- |
| 薗部町一丁目 | 549世帯   | 1,162人 |
| 薗部町二丁目 | 592世帯   | 1,400人 |
| 薗部町三丁目 | 216世帯   | 508人   |
| 薗部町四丁目 | 313世帯   | 799人   |
| 計           | 1,670世帯 | 3,869人 |

## 施設
公共
- 栃木市役所水道庁舎

教育
- 栃木県立栃木女子高等学校
- 栃木市立栃木第五小学校

商業
- カインズ栃木店
- かっぱ寿司栃木店
- マクドナルド栃木バイパス店
- ファミリーマート栃木文化堂店

## 交通

### バス
関東自動車
■國學院線
- 栃木女子高校前 - 栃木商業高校前 - 第五小学校前 - 二杉神社前

### 道路
主要地方道
- 栃木県道75号栃木佐野線（皆川街道）

一般県道
- 栃木県道269号太平山公園線（女子高通り）
- 栃木県道309号栃木環状線（栃木バイパス）

## 小・中学校の学区
市立小・中学校に通う場合、学区は以下の通りとなる。
| 丁目   | 番地       | 小学校                 | 中学校               |
| ------ | ---------- | ---------------------- | -------------------- |
| 一丁目 | 一部       | 栃木市立栃木中央小学校 | 栃木市立栃木西中学校 |
| 一丁目 | その他全域 | 栃木市立栃木第五小学校 | 栃木市立栃木西中学校 |
| 二丁目 | 全域       | 栃木市立栃木第五小学校 | 栃木市立栃木西中学校 |
| 三丁目 | 全域       | 栃木市立栃木第五小学校 | 栃木市立栃木西中学校 |
| 四丁目 | 全域       | 栃木市立栃木第五小学校 | 栃木市立栃木西中学校 |